# Provinz Piura
Die Provinz Piura ist eine von acht Provinzen der Region Piura in Nordwest-Peru. Die Provinz hat eine Fläche von 6211,16 km². Beim Zensus 2017 lebten 799.321 Menschen in der Provinz. Im Jahr 1993 lag die Einwohnerzahl bei 502.339, im Jahr 2007 bei 665.991. Die Provinzverwaltung befindet sich in der Großstadt Piura.

## Geographische Lage
Die Provinz Piura liegt zentral in der Region Piura. Sie erstreckt sich über die wüstenhafte Küstenebene und reicht bis zu 5 km an die Pazifikküste heran. Die Längsausdehnung in NNO-SSW-Richtung beträgt etwa 107 km. Der Río Piura durchquert den Westen der Provinz. Dort wird bewässerte Landwirtschaft betrieben. Der Südosten der Provinz sowie der äußerste Südwesten sind Wüste.
Die Provinz Piura grenzt im Westen an die Provinz Paita, im Nordwesten an die Provinz Sullana, im Nordosten an die Provinz Ayabaca, im Osten an die Provinz Morropón, im Südosten an die Provinz Lambayeque (Region Lambayeque) sowie im Süden an die Provinz Sechura.

## Verwaltungsgliederung
Die Provinz Piura gliedert sich in zehn Distrikte (Distritos). Der Distrikt Piura ist Sitz der Provinzverwaltung.
| Distrikt              | Verwaltungssitz |
| --------------------- | --------------- |
| Castilla              | Castilla        |
| Catacaos              | Catacaos        |
| Cura Mori             | Cucungará       |
| El Tallán             | Sinchao         |
| La Arena              | La Arena        |
| La Unión              | La Unión        |
| Las Lomas             | Las Lomas       |
| Piura                 | Piura           |
| Tambogrande           | Tambogrande     |
| Veintiséis de Octubre | San Martín      |